# 20139 Marianeschi
20139 Marianeschi è un asteroide della fascia principale. Scoperto nel 1996, presenta un'orbita caratterizzata da un semiasse maggiore pari a 2,3158972 UA e da un'eccentricità di 0,2598448, inclinata di 22,48421° rispetto all'eclittica.